# Carlo Durando
Carlo Durando (Turín, Piamonte, 28 de febrero de 1887 – Pradleves, 23 de marzo de 1969) fue un ciclista italiano que fue profesional entre el 1911 y el 1919. Llamado Dundo, su única victoria como profesional fue la Milán-Módena de 1912. Destacan sus participaciones en lo Giro de Italia, segundo en la edición de 1912, cuando la clasificación se hizo por equipos, y sexto en la de 1914.

## Palmarés
- 1910
  - 1º en la Copa del Re
- 1912
  - 1º en la Milán-Módena

### Resultados al Giro de Italia
- 1911. Abandona
- 1912. 2º de la clasificación general (clasificación por equipos junto a Ugo Agostoni, Angelo Gremo y Domenico Alassia.)
- 1913. ?
- 1914. 6º de la clasificación general
- 1919. ?